# Markawiczy (obwód witebski)
Markawiczy (biał. Маркавічы; ros. Марковичи, Markowiczi) – wieś na Białorusi, w obwodzie witebskim, w rejonie orszańskim, w sielsowiecie Barzdouka.